# Meiko (software)
MEIKO (メイコ Meiko - CRV1) es una librería para el programa sintetizador de voz para canto VOCALOID estrenado el 5 de noviembre de 2004, es la primera voz de la compañía Crypton Future Media (anteriormente propiedad de Yamaha Corporation) y la primera voz japonesa para el programa, desarrollada originalmente por Yamaha Corporation.
MEIKO utilizaba el antiguo sistema VOCALOID (el antecesor de VOCALOID2) hasta el año 2014 cuando fue actualizada para el motor VOCALOID3 por Crypton Future Media con nuevas librerías de voz llamadas MEIKO V3, al igual de obtener la capacidad de cantar en inglés.
El nombre MEIKO procede del de su proveedora de voz, Haigō Meiko (拝郷 メイコ Haigō Meiko).

## Historia
El 24 de julio de 2003, el álbum Historia de la lógica del sistema incluyó por primera vez una canción con Vocaloids japoneses comercialmente. Era una canción a dúo llamada Ano Subarashii Ai wo ichido Mou (Ese maravilloso amor una vez más) y que estaba cubierto por la versión prototipo de Meiko y KAITO para el primer motor de Vocaloid, antes de su lanzamiento.
Esta vendió más de 3000 unidades en su primer año según la revista DTM, esto era anormal para un software sintetizador en ese momento. Esto fue mucho mejor que su contra parte KAITO que había vendido sólo 500 unidades. Para tener éxito, un software sintetizador tuvo que vender mil unidades.
Debido al éxito de MEIKO seguido por el éxito de Hatsune Miku, Crypton Future Media se centró en las voces femeninas para sus bancos de voz del VOCALOID2. Por esto fueron también las expectativas comunes de que las voces femeninas se venden mejor que las masculinas.

### Actualización
Se confirmó que MEIKO, KAITO recibirían un paquete Append para VOCALOID2. Más tarde se confirmó que MEIKO se adelantó a Megurine Luka y Kaito en las actualizaciones. Crypton Future Media realizó una encuesta a 8000 personas, lo que confirma las opiniones positivas hacia la actualización de Vocaloid, Crypton Future Media también tomó nota de estas opiniones se produjo sólo desde el núcleo de los usuarios de Vocaloid y seguidores de su música.
En 2009, la voz de Haigo Meiko se puso a prueba para ver cómo le iría en contra del nuevo motor debido a la forma en que había envejecido, los resultados de las grabaciones fueron satisfactorios. Según Haigo Meiko, a diferencia de la primera grabación de Vocaloid, la nueva actualización era mucho más relajada y no se apresuraron a hacer que la grabación se terminara.
Meiko Append se escuchó por primera vez cuando Oster Project la usó en la canción Lollipop Factory que fue subido el 1 de diciembre de 2011. Se dijo en la descripción del vídeo que Oster Project fue capaz de utilizar el voicebank por cortesía de Crypton Future Media.
Sin embargo, el Append Meiko, junto con Kaito Append, estaban destinados a ser Vocaloid 2. Pero se retrasó aún más debido al anuncio de Vocaloid3 y sus voicebanks no se habían finalizado aún, durante el lanzamiento de Vocaloid3.
Meiko append fue cancelada para realizar nuevas grabaciones con el Vocaloid3.

### MEIKO V3
En junio de 2011 se confirmó que Meiko Append todavía se estaba trabajando. Se decía que ella iba a salir incluso antes de la actualización de Kaito. Luego se dio a conocer que saldría después de Kaito por un supuesto retraso en los voicebanks de Meiko y Megurine Luka.
Después de un largo intervalo de tiempo, la grabación de Meiko se reanudó en noviembre de 2011. A los pocos días, Meiko Haigo anunció que había terminado de grabar el voicebank por completo. Miembro de Crypton afirmó que Meiko definitivamente iba a recibir una actualización y que saldría en el verano del próximo año.
Finalmente el 4 de febrero de 2014, después de la larga espera que había sufrido el voicebank, salió a la venta Meiko V3.
Los bancos de voz que vienen en el paquete son: Straight, Power, Whisper, Dark y English. Una versión prueba de Meiko Power se ofrece en su Página oficial, dicha versión solo dura 14 días.

## Versiones
| Paquete  | Librería | Género musical recomendado      | Tempo recomendado | Tesitura vocal |
| -------- | -------- | ------------------------------- | ----------------- | -------------- |
| MEIKO    | MEIKO    | Jazz, Enka, Dance               | S/R               | S/R            |
| MEIKO V3 | Power    | Rock, Metal, Alternative, Dance | 65-180BPM         | B2-F4          |
| MEIKO V3 | Straight | Rock, Pop, Folk, Ethnic Tune    | 70-160BPM         | A2-E4          |
| MEIKO V3 | Dark     | Ballad, Jazz, Ethnic Tune       | 60-165BPM         | G2-C4          |
| MEIKO V3 | Whisper  | Ballads, Post-Rock, Electronic  | 65-150BPM         | A2-C4          |
| MEIKO V3 | ENG      | Rock Soft, Pop, Jazz            | 100-130BPM        | B2-B3          |

## Diseño del personaje
La apariencia de Meiko cambió las expectativas de los bancos de Vocaloid, siendo la primera voz en tener una apariencia.
La ilustración fue hecha por Shogo Washizu, un exmiembro de Crypton. Crypton colocó este producto en el mercado con una ilustración de la caja que representa un personaje femenino cuya apariencia destaca su pelo corto color café, junto con sus ojos también cafés y su piel blanca. De su ropa destacan un top color rojo con detalles en blanco y negro y su mini falda del mismo tono con detalles en metálico en negro y un cinturón blanco, acompañados de unas botas de tacón color marrón con detalles en blanco.

## Mercadeo
Poner un personaje en el Boxart resultó ser una estrategia de marketing exitosa. Influyó en el desarrollo y el arte estilo de otros Vocaloids como Hatsune Miku. Aunque tiene una cantidad significativa de mercancía, Meiko es igualmente promovida como los otras librerías de voz de Crypton Future Media.
Comida
En Japón, un set de bebida especial llamada "Meiko Rum Flavored Chocolates" y varios paquetes de marcas de sake fueron comercializadas bajo la imagen de este personaje.
Figurillas
Meiko tiene varias figuras basadas en el personaje al igual que llaveros u otros objetos.
Videojuegos
Meiko es un personaje principal jugable en la serie de videojuegos Hatsune Miku: Project DIVA .

## Uso
Kaito y Meiko están diseñados para ser la voz profesional para músicos profesionales.
Su voz se calcula para ser constante, directa y adecuada para cualquier género musical. Ella está en condiciones de cantar cualquier cosa, desde Pop, Rock, Jazz, R&B hasta canciones para niños. Su tono general de voz es más fluido.
Vocaloid tiene algunas funciones que Vocaloid2 no tiene, como la resonancia. Diferentes usuarios pueden utilizar el voicebanks de manera muy diferente y se puede producir una amplia gama de resultados diferentes de los mismos voicebanks con su edición posterior mediante resonancias y otras funciones.
Meiko había sido lanzada para el Vocaloid 1,0. Los usuarios que utilicen Vocaloid 1,0 pueden actualizarla por medio de parches. Hay muchas diferencias entre las Versiones 1.0 y 1.1, y suenan de forma diferente, incluso si se ha editado de la misma manera. Las diferencias principales son canto, tiempos y estilo.
- Datos: Q618888